# Lascars (film)
Pour les articles homonymes, voir Lascar.
Pour plus de détails, voir Fiche technique et Distribution.
Lascars est un film d'animation franco-allemand réalisé par Albert Pereira-Lazaro et Emmanuel Klotz et sorti en 2009, basé sur la série d'animation française du même nom créée par Boris Dolivet et six de ses compagnons et diffusée à partir de l'an 2000 sur Canal+.

## Synopsis
Condé-sur-Ginette, en périphérie d'une grande ville, à mille lieues du sable chaud, des cocotiers et du bleu océan des Caraïbes. C'est l'été. Le soleil brûle le chrome des mobylettes, réchauffe le bitume des tours, asphyxie les halls d'immeubles et crame les esprits. Ici, tout le monde rêve des plages de Santo Rico. Certains plus que d'autres. Pour Tony Merguez et José Frelate, les deux MC's du quartier, le départ est imminent. Mais l'agence de voyage responsable de leur billet a zappé le nom de la destination. Retour à la case Ginette ! Pour refaire surface, Tony se mue en Montana façon Scarface et tente de refourguer un peu d'herbe fraîche " gentiment " prêtée par Zoran, brute épaisse aux pieds pas vraiment d'argile. José de son côté joue les Don Juan dans une grosse villa, occupée par Momo l'incruste et la belle... Clémence. Tout aurait pu rouler, si une maîtresse en furie, des réalisateurs plutôt amateurs, un sauna norvégien, des policiers énervés ou encore un juge coriace, n'en avaient décidé autrement...

## Fiche technique
- Titre : Lascars
- Réalisation : Albert Pereira-Lazaro, Emmanuel Klotz
- Scénario : Izm, Eldiablo, Alexis Dolivet, coécrit par Emmanuel Klotz
- Musique : Lucien Papalu, Nicholas Varley
- Direction musicale : Lucien Papalu
- Direction d'animation : Thomas Digard
- Auteur de la bible des personnages : Laurent Nicolas
- Chefs lay-out et design : Max Braslavsky, Philippe Dentz, Julien Le Rolland
- Chefs 3D et compositing : Michel Pecqueur
- Chef décorateur : Patrice Suau
- Chef monteur : Thibaud Caquot
- Montage son : Bruno Guéraçague & Sylviane Bouget
- Enregistrement et mixage : Bruno Mercère
- Pays de production :  Allemagne -  France
- Langue de tournage : français
- Producteurs : Roch Lener, Philippe Gompel
- Producteur exécutif : Emmanuel Franck
- Sociétés de production : Millimages France, Studio 37, France 2 Cinéma, Toon's and Tales Allemagne, Cinémage 2
- Société de distribution : BAC Films
- Format : couleur — 1.85:1 — Son Dolby Digital SR DTS — 35 mm
- Genre : animation, comédie
- Durée : 96 minutes[3]
- Budget : 7 500 000 €
- Date de sortie : France : 17 juin 2009
- Box-office : 
  - France : 561 768 entrées
  - États-Unis : 4 790 739 $

## Distribution
- Vincent Cassel : Tony Merguez
- Izm : José Frelate
- Diane Kruger : Clémence Santiépi
- Gilles Lellouche : Zoran
- Hafid F. Benamar : Momo Guignard
- Frédérique Bel : Manuella Lardu
- Franck Sinius : Casimir
- Omar Sy : Narbé
- Fred Testot : Sammy
- François Levantal : Le juge Santiépi, père de Clémence
- Diam's : Jenny, la cousine de José
- Vincent Desagnat : John Boolman
- Éric Judor : le commerçant asiatique et le douanier
- Katsuni : Brigitte, l'actrice X brune
- Delfynn Delage : Cindy, l'actrice X blonde

## Accueil critique
Le film a également reçu un accueil critique généralement positif. Il obtient une note de 3,9/5 sur 21 critiques presse et 3,6/5 sur 458 critiques spectateurs sur AlloCiné.

## Distinctions
- Semaine internationale de la critique (Festival de Cannes 2009) : présentation hors compétition le 17 mai 2009